# Албарето дела Торе
Албарето дела Торе (итал. Albaretto della Torre) је насеље у Италији у округу Кунео, региону Пијемонт.
Према процени из 2011. у насељу је живело 88 становника. Насеље се налази на надморској висини од 666 м.

## Становништво
Према резултатима пописа становништва 2011. у општини је живело 259 становника.
| 1931. | 1936. | 1951. | 1961. | 1971. | 1981. | 1991. | 2001. | 2011. |
| ----- | ----- | ----- | ----- | ----- | ----- | ----- | ----- | ----- |
| 430   | 462   | 425   | 320   | 267   | 266   | 278   | 254   | 259   |